# Copa Federación (voleibol)
La Copa Federación fue un torneo internacional amistoso de voleibol femenino que se realizaba en Perú y que era  organizada por la Federación Peruana de Voleibol y por Frecuencia Latina.

## Campeones
| N.º | Año  | Sede |           |                      |      | Cuarto |
| --- | ---- | ---- | --------- | -------------------- | ---- | ------ |
| I   | 2009 | Perú | Venezuela | Puerto Rico          | Cuba | Perú   |
| II  | 2012 | Perú | Colombia  | República Dominicana | Perú | Cuba   |

### Medallero histórico
- Actualizado hasta la Copa Federación 2012.

| Núm. | País                 | Oro | Plata | Bronce | Total |
| ---- | -------------------- | --- | ----- | ------ | ----- |
| 1    | Venezuela            | 1   | 0     | 0      | 1     |
| 1    | Colombia             | 1   | 0     | 0      | 1     |
| 2    | Puerto Rico          | 0   | 1     | 0      | 1     |
| 2    | República Dominicana | 0   | 1     | 0      | 1     |
| 3    | Cuba                 | 0   | 0     | 1      | 1     |
| 3    | Perú                 | 0   | 0     | 1      | 1     |
|      | TOTAL                | 2   | 2     | 2      | 6     |